# Trănciovița, Plevna
Trănciovița (în bulgară Трънчовица) este un sat în comuna Levski, regiunea Plevna,  Bulgaria. 

## Demografie
Componența etnică a satului Trănciovița
     Bulgari (91,55%)
     Nicio identificare (7,99%)
     Altele (0,9%)
La recensământul din 2011, populația satului Trănciovița era de 663 locuitori. Din punct de vedere etnic, majoritatea locuitorilor (91,55%) erau bulgari. Pentru 7,99% din locuitori nu este cunoscută apartenența etnică.